# Klammerskjeret
Klammerskjeret, est une île norvégienne dans le comté de Hordaland. Elle fait partie du territoire de l'ancienne commune de Øs, aujourd'hui rattachée à Bjørnafjorden.

## Géographie
Rocheuse et couverte d'arbres à l'exception de ses côtes, elle s'étend sur environ 69 m de longueur pour une largeur approximative de 62 m. Elle compte une habitation. 